# Лубница
 Тази статия е за селото в Радовишко, Северна Македония.  За селото в Егейска Македония вижте Люмница.  За селото в Сърбия вижте Лубница (Сърбия).
Лу̀бница (на македонска литературна норма: Лубница) е село в югоизточната част на Северна Македония, в община Конче.

## География
Селото е разположено между Градешката и Конечката планина (Серта), на около 20 km южно от град Радовиш. Селото е на надморска височина от 570 m. Землището му е голямо и обхваща 45,7 km2, от които горите 2091 ha, обработваемо землище 934 ha и пасища 322 ha.

## История
Според Конченския практикон, придаден към дарствена грамота на цар Стефан Урош от 1366/7 г. в полза на манастира Хилендар, в Любница живеят 10 семейства, от които едно вдовишко. Споменават се поименно парикът Охръч, който стои начело на задруга, обработваща наследствена и арендувана земя, селянина Краислав, който притежава 24 орехови дървета.
В XIX век Лубница е село, числящо се към Радовишка кааза на Османската империя. Църквата „Св. св. Константин и Елена“ е от 1840 година. Останалите две църкви са „Свети Георги“ и манастирската „Свети Илия“.
Според статистиката на Васил Кънчов („Македония. Етнография и статистика“) от 1900 година селото има 300 жители българи християни и 265 турци.
В началото на XX век християнските жители на селото са под върховенството на Българската екзархия. По данни на секретаря на екзархията Димитър Мишев („La Macédoine et sa Population Chrétienne“) през 1905 година в Лубница (Loubnitza) има 480 българи екзархисти.
При избухването на Балканската война в 1912 година 4 души от Лубница са доброволци в Македоно-одринското опълчение.
След Междусъюзническата война в 1913 година селото попада в Сърбия. През юни 1914 година сръбските окупатори убиват Коце Стефков, Георги Стефков, Ката и Дана Коцеви, Ефка Ильова, Злата Ильова, Пано, Стефко и Коце Недеви, Христо Пенев, Христо Стоянов, Иван Трайчев, Андон Христов, Андон Несторов, Спасо Ташев, Филип Стоименов, Пена Стефкова с бебето си, Неде Дельов, Тена Манева, Мирса Зафирова с детенцето си, Каменита Петкова с бебето си, Васа Стоилова, Илинка Тодорова, Стоянка Стоянова, Дона Иванова с детето си, Иван Митев, Григор Ильов и Иван Ильов.
Според Димитър Гаджанов в 1916 година в Лубница живеят 107 турци и 144 българи.
| Година    | 1948 | 1953 | 1961 | 1971 | 1981 | 1991 | 1994 | 2002 |
| --------- | ---- | ---- | ---- | ---- | ---- | ---- | ---- | ---- |
| Население | 599  | 646  | 592  | 595  | 444  | 374  | 366  | 361  |

| Националност | Всичко |
| македонци    | 359    |
| албанци      | 0      |
| турци        | 0      |
| цигани       | 0      |
| власи        | 0      |
| сърби        | 1      |
| бошняци      | 0      |
| други        | 1      |

## Личности
Родени в Лубница
- Георги Коцев Стоянков, деец на ВМРО[9]
- Мите Янев Пандов, войник от Радовишкия партизански отряд на 11-а македонска дивизия
- Петър Пандов (1900 - ?), деец на ВМРО[9]
- Петър Христов Зурапов, деец на ВМРО[9]
- Христо (Ристоман) Димов, деец на ВМРО[9]
- Христо Коцев Пандов (Пингов), войник от Радовишкия партизански отряд на 11-а македонска дивизия, деец на ВМРО[9]